# Prinzenbau (Stuttgart)
Der Prinzenbau ist ein barocker Feudalbau in Stuttgart, der bis 1918 als Stadtschloss den württembergischen Herrschern zur Gästebewirtung und als Wohnstatt für Familienmitglieder diente. Seit 1919 wird der Prinzenbau als Verwaltungssitz benutzt und dient heute als Sitz des baden-württembergischen Justizministeriums. 
Das Gebäude ist Teil des historischen Gebäudeensembles um das Schillerdenkmal am Schillerplatz, zu dem außerdem die Alte Kanzlei, das Alte Schloss, die Stiftskirche und der Fruchtkasten gehören.
Der Prinzenbau wurde unter der Regierung mehrerer württembergischer Herzöge erbaut. 1605 bis 1607 errichtete der Architekt Heinrich Schickhardt Keller und Sockelgeschoss im Stil der Renaissance. In den folgenden Jahrzehnten wurde der Bau zu einem 3-stöckigen Nutzgebäude ausgebaut. Gegen Ende des 17. Jahrhunderts wurde der Prinzenbau von Matthias Weiß (1636–1707) im barocken Stil umgebaut. 1711 bis 1722 wurde das Gebäude von Philipp Joseph Jenisch und Johann Friedrich Nette um einen Anbau ergänzt, der den Prinzenbau übereck mit der Alten Kanzlei verbindet. Der Anbau schließt den #Kanzleibogen ein, einen bogenförmigen Durchgang vom Schillerplatz zur Königstraße. 
Nach schweren Zerstörungen im Zweiten Weltkrieg 1944 wurde der Prinzenbau 1947–1951 unter Paul Schmitthenner in seinem äußeren Erscheinungsbild unverändert wieder aufgebaut und im Inneren den Anforderungen an einen modernen Verwaltungsbau angepasst.

## Lage
| - Lageplan. | - Schillerplatz. Von links: Altes Schloss, Haus „König von England“, Schillerdenkmal, Stiftskirche, Fruchtkasten und Prinzenbau. |

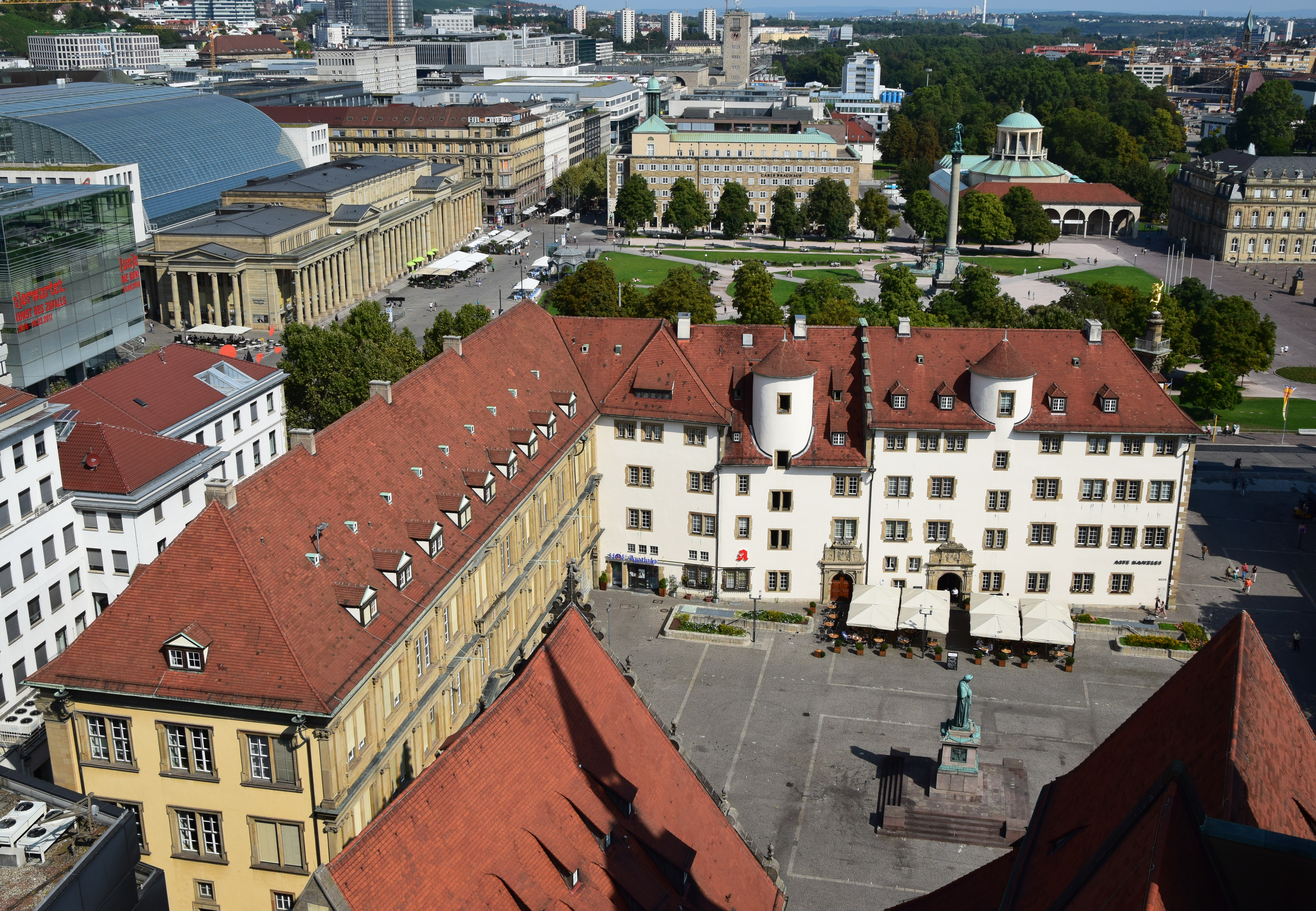
Prinzenbau und Alte Kanzlei
→ Bildkommentar.

Der Prinzenbau liegt am Schillerplatz in Stuttgart. Der Platz hieß ursprünglich Schloßplatz, ab 1817 nach der Erbauung des Neuen Schlosses Alter Schloßplatz und seit 1934 Schillerplatz (95 Jahre nach der Einweihung des namengebenden Schillerdenkmals).
Um das Schillerdenkmal im Zentrum des Platzes gruppieren sich außer dem Prinzenbau weitere jahrhundertealte Gebäude: die Alte Kanzlei, das Alte Schloss, die Stiftskirche und der Fruchtkasten. Der Prinzenbau erstreckt sich mit seiner Vorderfront (Schauseite) gegenüber dem Alten Schloss. Die Rückfront grenzte ursprünglich an das 1586 erbaute Sicksche Haus am Großen Graben (heute Königstraße 11), das 1922 durch das heutige Gebäude der Commerzbank ersetzt wurde.

## Gebäude

### Baukörper

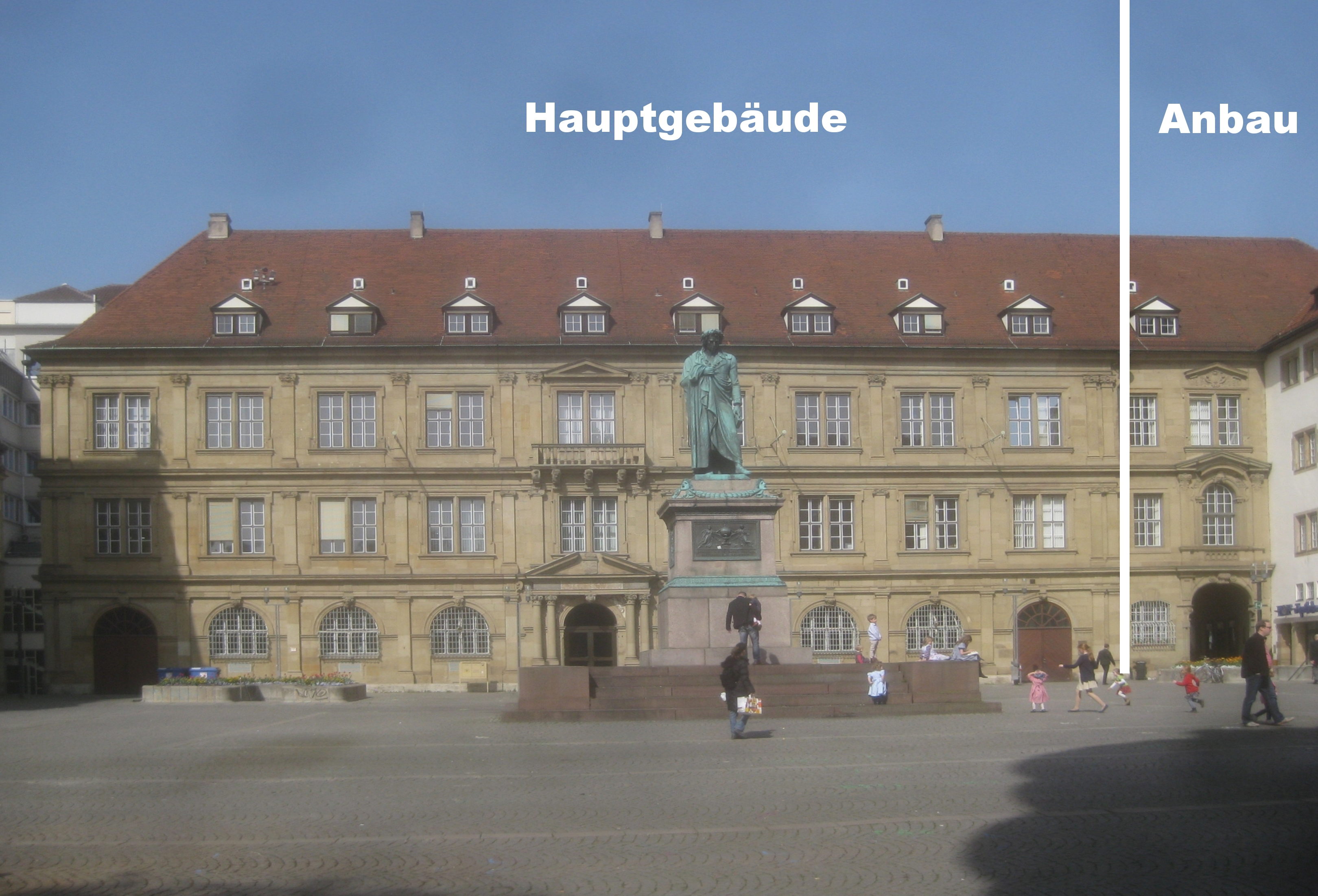
Gebäudeteile des Prinzenbaus.

Die Fassaden des dreigeschossigen Gebäudes bestehen aus Schilfsandstein. Es steht auf einer rechteckigen Grundfläche und ist 55 Meter (Vorderseite) bzw. 67 Meter (Rückseite) lang und 16 Meter breit. Es besteht aus zwei Teilen: dem Hauptgebäude und dem Anbau. Die Vorderseite stößt im Osten rechtwinklig an die Alte Kanzlei. Ein Durchgang zwischen Prinzenbau und Alter Kanzlei, der Kanzleibogen, verbindet den Schillerplatz mit der Königstraße. Die Höhe des Gebäudes an der Vorderseite beträgt bis zur Dachtraufe etwa 15 Meter, bis zum Dachfirst etwa 24 Meter.
Das langgestreckte, hohe Walmdach hat eine Neigung von etwa 48 Grad. Der 2-stöckige Dachaufbau ist an der Vorderfront im 1. Dachstock mit 9 doppelfenstrigen, großen Giebelgauben besetzt und im 2. Dachstock mit 9 einfenstrigen, lukenartigen Flachdachgauben.

### Hauptgebäude

#### Vorderseite
| - Erdgeschossfenster. - Obergeschossfenster. | - Fratzenschlussstein eines Erdgeschossfensters. - Rechtes Seitentor. |

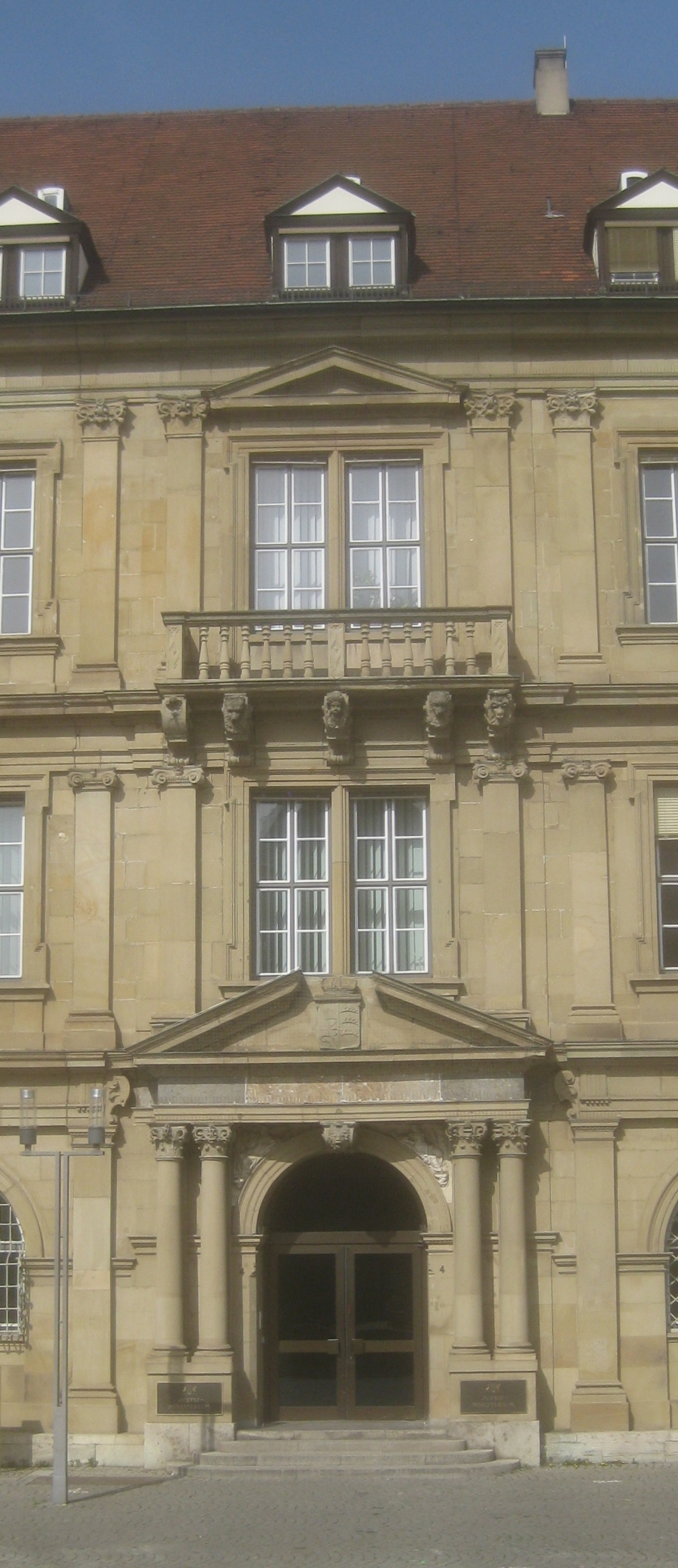
Mittelachse, flankiert von Blendpfeilern in den drei Säulenordnungen.

Das klassizistische Hauptgebäude des Prinzenbaus erstreckt sich an der Vorderseite über 9 Achsen. Der barocke #Anbau zwischen Hauptgebäude und Alter Kanzlei verlängert die Vorderfront um zwei weitere Achsen, eine Fensterachse und den #Kanzleibogen.
Der dreigeschossige Bau wird in der Waagerechten durch drei durchlaufende Friese mit darüberliegendem Gesimsband gegliedert, die den Abschluss der Stockwerke bilden. Der Erdgeschossfries ist im Gegensatz zu den schmucklosen Friesen der Obergeschosse über den Schlusssteinen und über den Blendpfeilern der Bogenfenster mit Triglyphen verziert. 
Blendpfeiler zwischen den Fenstern und doppelte Blendpfeiler an den Gebäudeenden gliedern das Gebäude in der Senkrechten. Die Säulenordnung der Blendpfeiler wechselt entsprechend der klassischen Reihenfolge geschossweise von der dorischen Ordnung im Erdgeschoss über die ionische Ordnung im ersten Stock zur korinthischen Ordnung im zweiten Stock. 
Im Erdgeschoss gruppieren sich um die #Mittelachse mit dem Hauptportal symmetrisch je 3 Bogenfenster und ein Seitenportal an den Gebäudeenden. Die achtgliedrigen Sprossenfenster und die Seitenportale werden durch einen profilierten Bogen mit einem Fratzenschlussstein abgeschlossen. Die zweiflügeligen Holztore der Seitenportale sind im Fischgrätmuster gehalten und werden durch ein halbkreisförmiges Oberlicht mit fächerartigen Sprossen überkront. Die quadratischen, vierfach geohrten Sprossenfenster der Obergeschosse sind zweigeteilt und bestehen aus 4 × 4 Scheiben.

#### Mittelachse

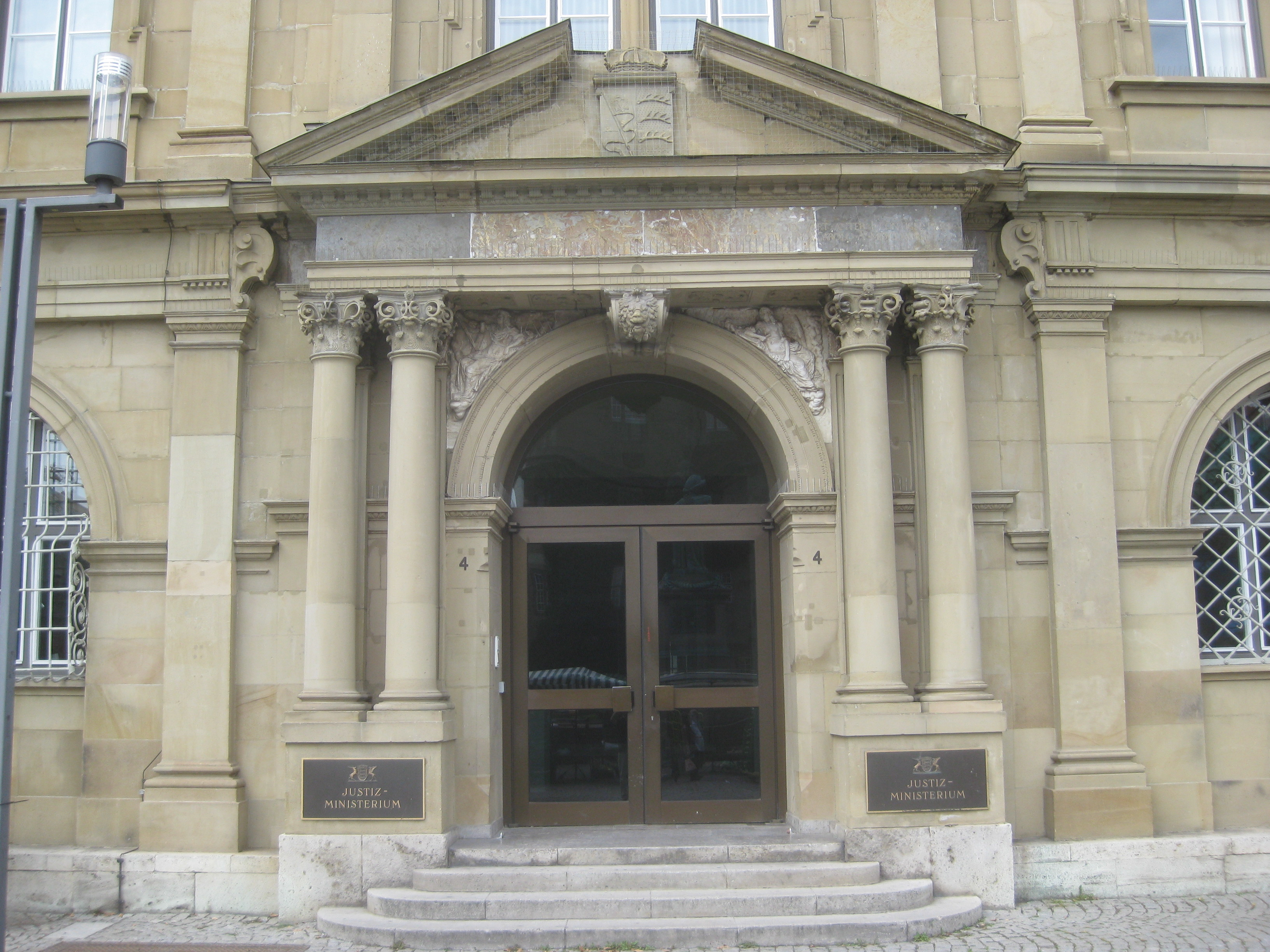
Mittelportal.

Der Prinzenbau war ursprünglich ein 9-achsiges Gebäude, das an den beiden Seitenportalen endete. Nach dem Abbruch des Tunzhofer Tors, das sich zwischen Prinzenbau und Alter Kanzlei befand, wurde das Gebäude 1715 an der Vorderseite um 2 Achsen zur Alten Kanzlei hin erweitert. Dadurch liegt das Mittelportal heute scheinbar links von der Mittelachse des Gebäudes. 
Vier breite, flache Stufen führen vom Schillerplatz durch das Mittelportal ins Innere des Gebäudes. Das Portal wird von zwei Pfeilern flankiert, auf denen ein Bogen ruht. Der Bogen schließt mit einer Fratze als Schlussstein ab. Die Portaltüren wurden nach dem Zweiten Weltkrieg durch eine moderne zweiflügelige Glastür und ein bogenförmiges Oberlicht ersetzt. 
Der äußere Rahmen des Portals ist nach Art einer Ädikula gestaltet. Die Zwickel zwischen dem Bogen des Portals und der Ädikula füllen zwei Marmorreliefs mit Sitzfiguren, links eine Allegorie der Baukunst mit einem Richtscheit (?) und rechts eine Allegorie der Astronomie mit Schriftrolle und Jakobsstab. Sie sind das Werk von Benjamin Grünwald, der 1682 nach Stuttgart kam und dort als Hofbildhauer angestellt wurde.
Die Ädikula flankiert das Portal durch zwei gekuppelte, korinthische Säulenpaare auf hohen Sockeln, auf denen das Gebälk mit einem gesprengten Dreiecksgiebel ruht. Der Giebel birgt das überkronte kurfürstliche Wappen der Württemberger mit der Reichssturmfahne und den drei württembergischen Hirschstangen. Zwischen Gebälk und Giebel ist eine lateinische Inschrift in goldenen Großbuchstaben graviert, die wegen der Marmorierung des Steinuntergrundes fast unlesbar ist. Die Inschrift skizziert die Baugeschichte bis zum Jahr 1678, siehe #Baugeschichte.
Die Mittelachse wird zusätzlich hervorgehoben durch einen Balkon im zweiten Obergeschoss, der auf Konsolen mit Tier- und Menschenmasken ruht. Die Fenstertüren des Balkons werden von einem Dreiecksgiebel überkront. Ursprünglich waren auch alle Fenster des zweiten Obergeschosses abwechselnd mit Segmentbogen- und Dreiecksgiebeln verdacht. Die Verdachungen wurden 1840 jedoch wegen ihres schadhaften Zustands entfernt.

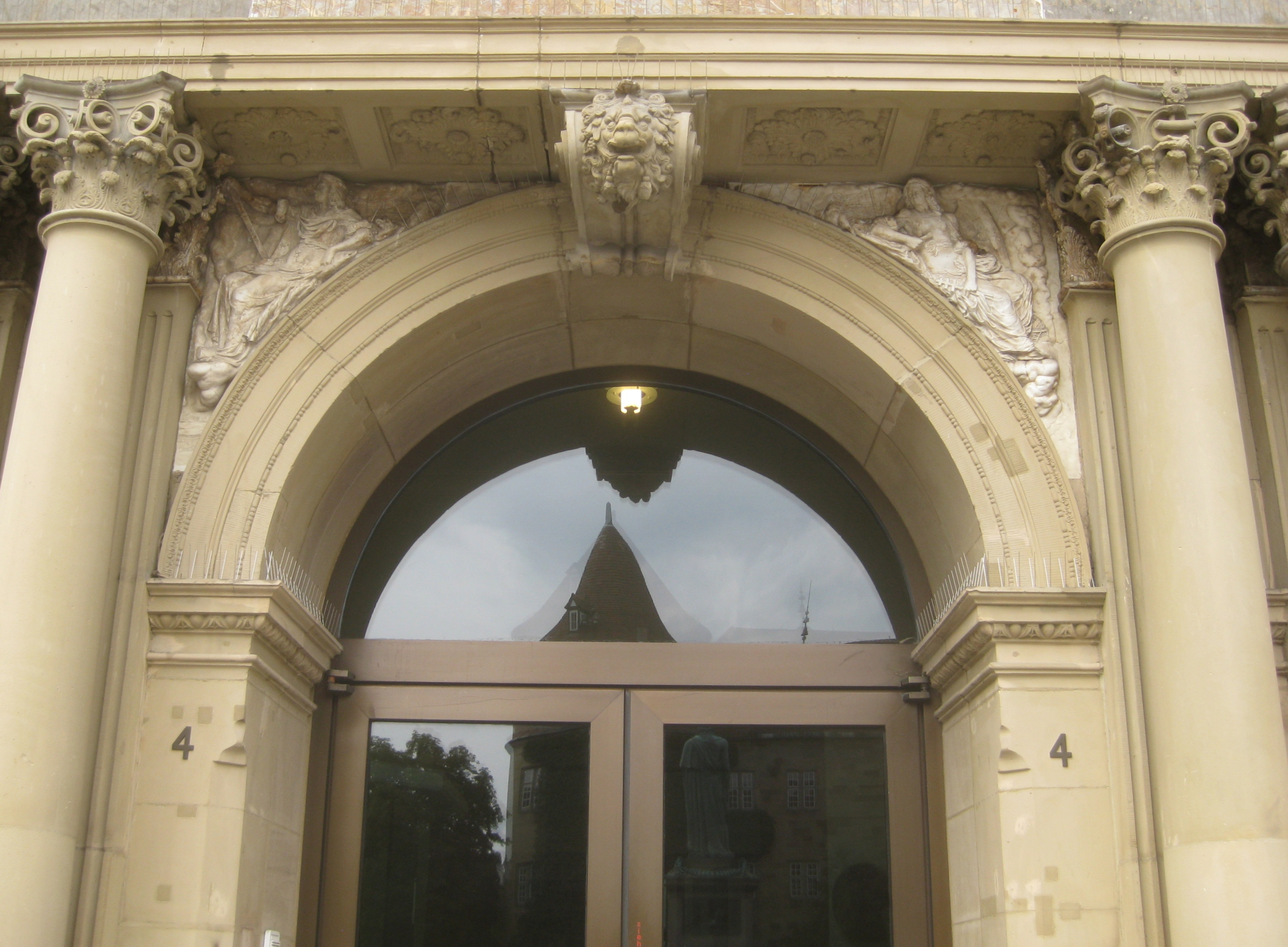
Mittelportal.
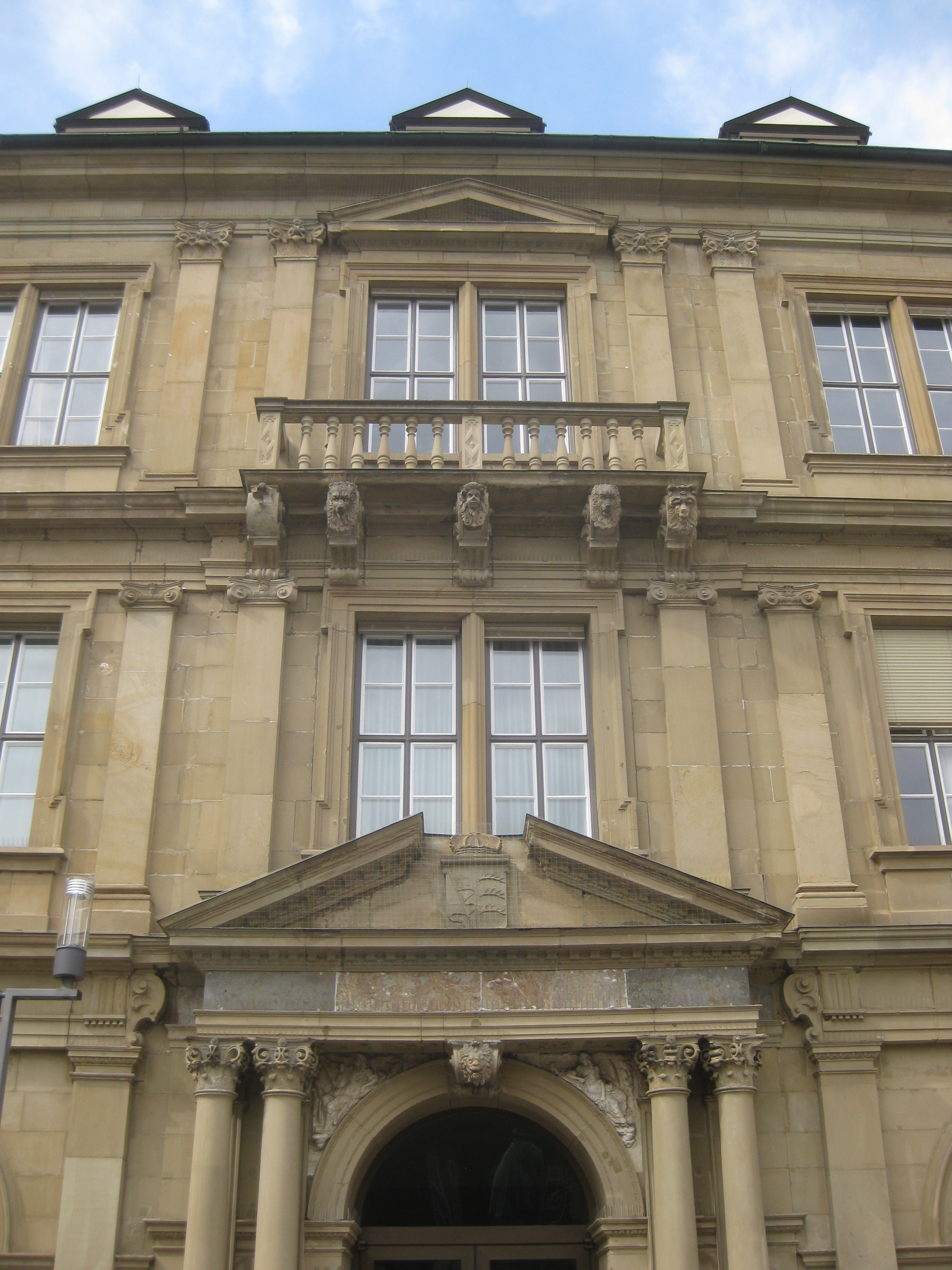
Mittelachse.
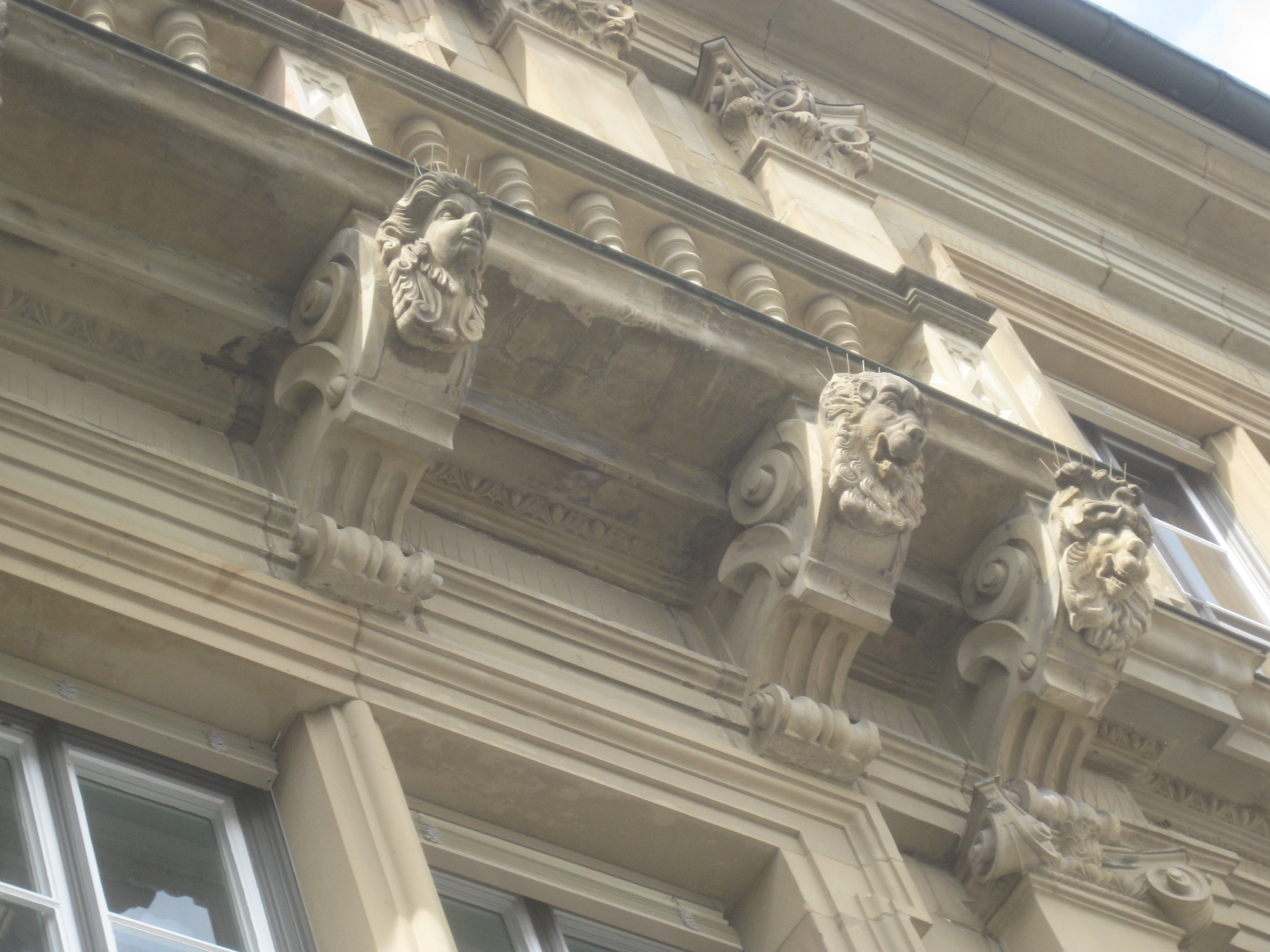
Balkonkonsolen.

#### Rückseite

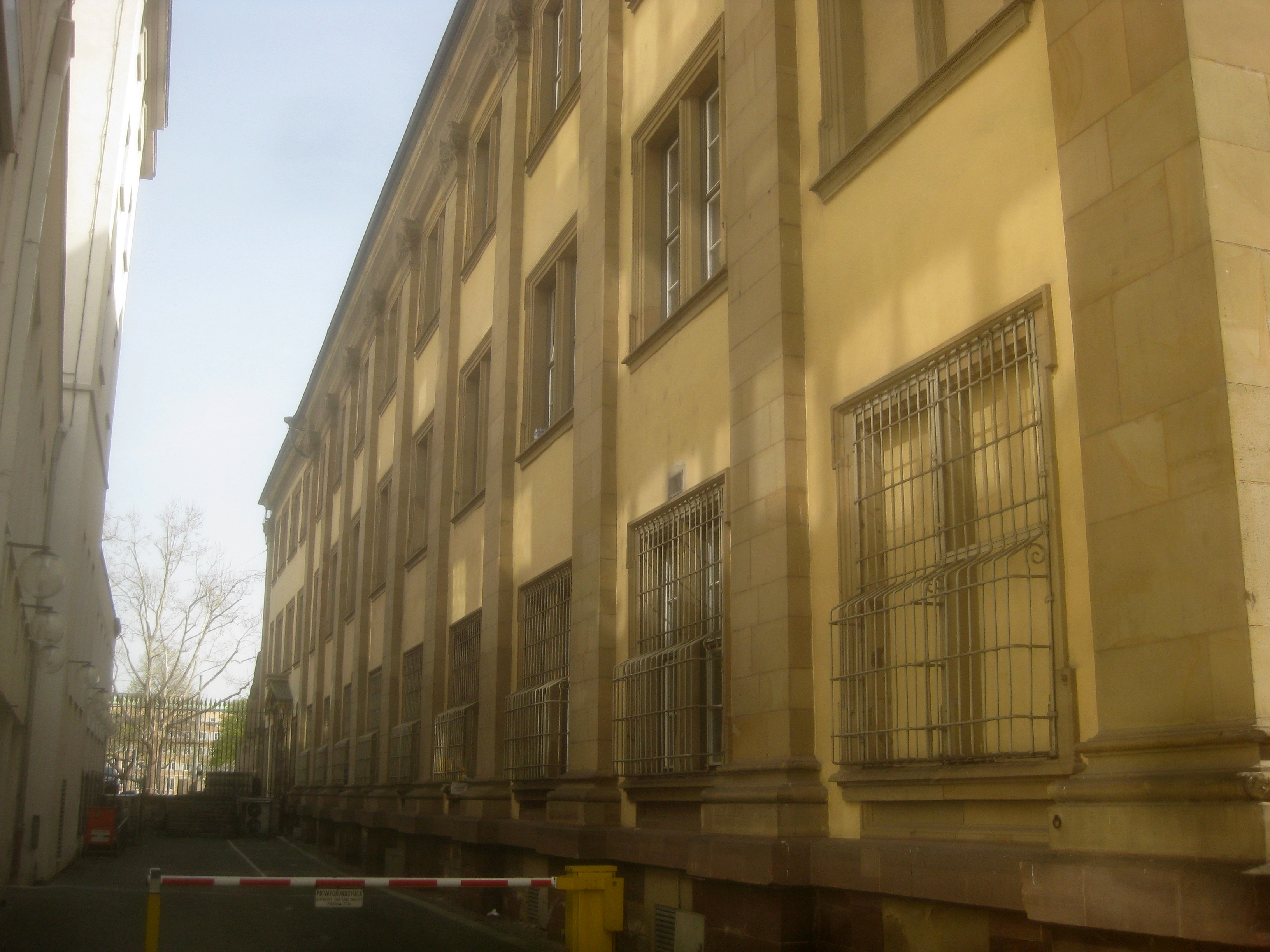
Rückseite des Prinzenbaus.
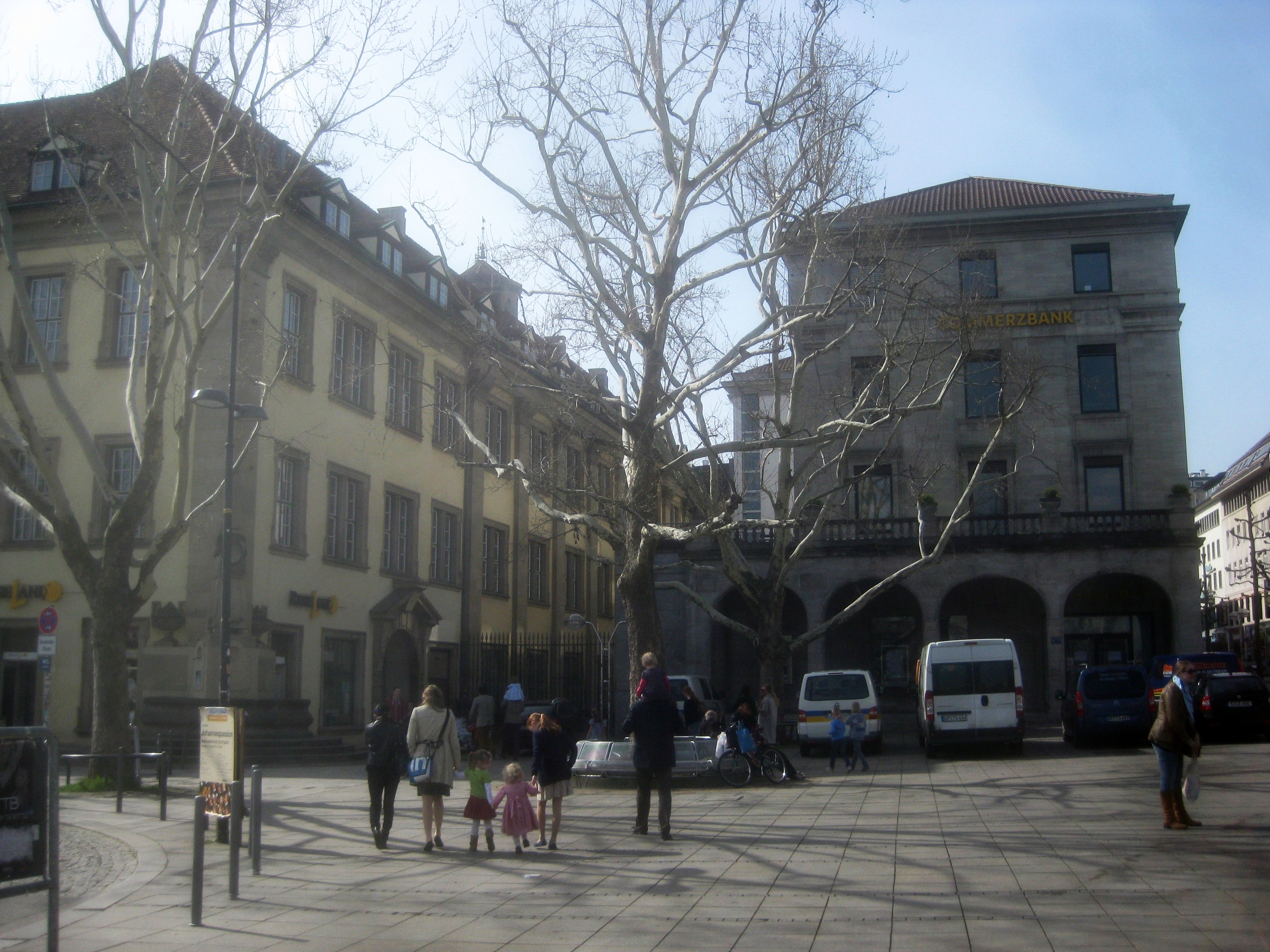
Prinzenbau und Commerzbank.
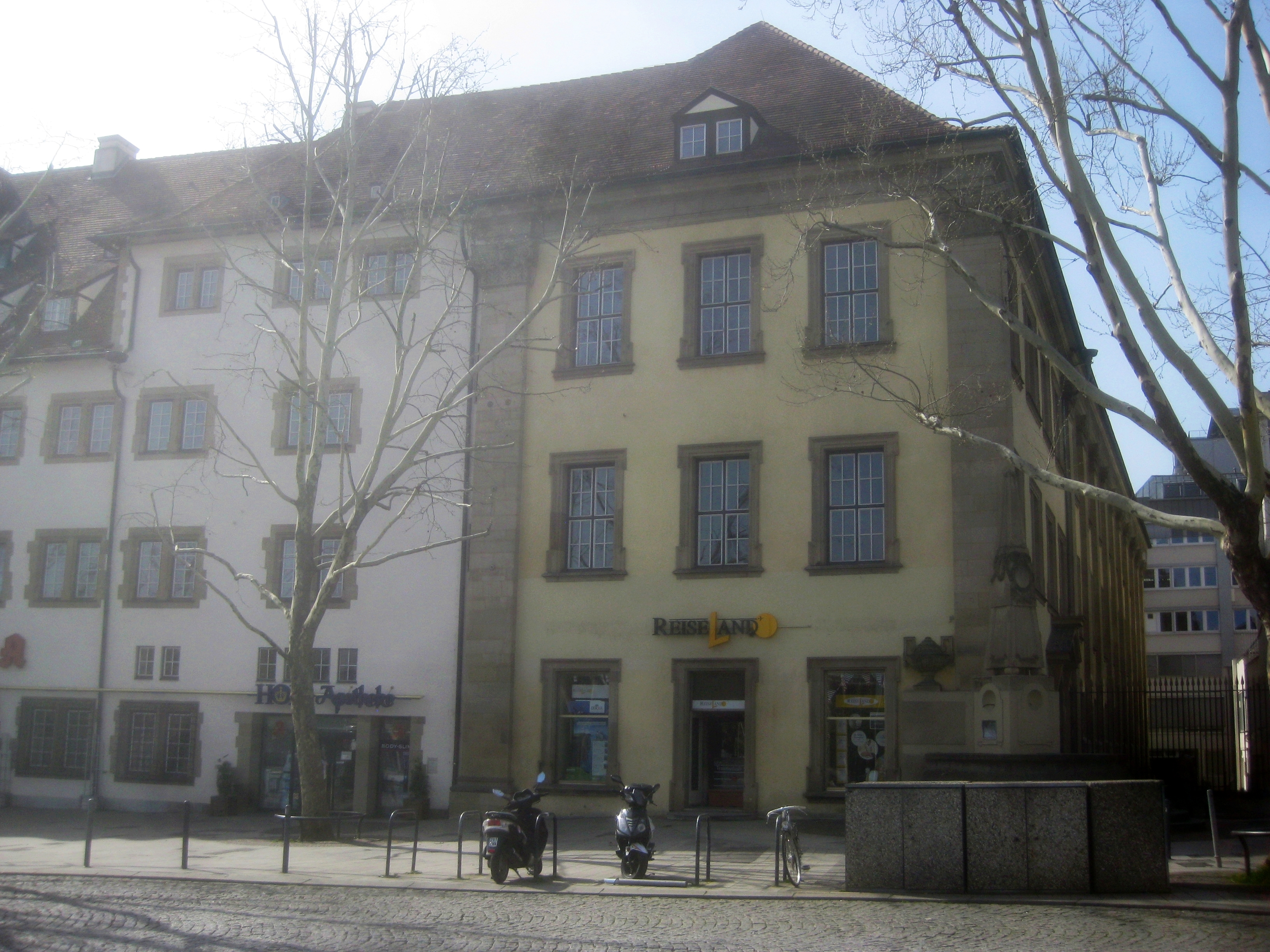
Alte Kanzlei, Prinzenbau, Kanzleibogenbrunnen.

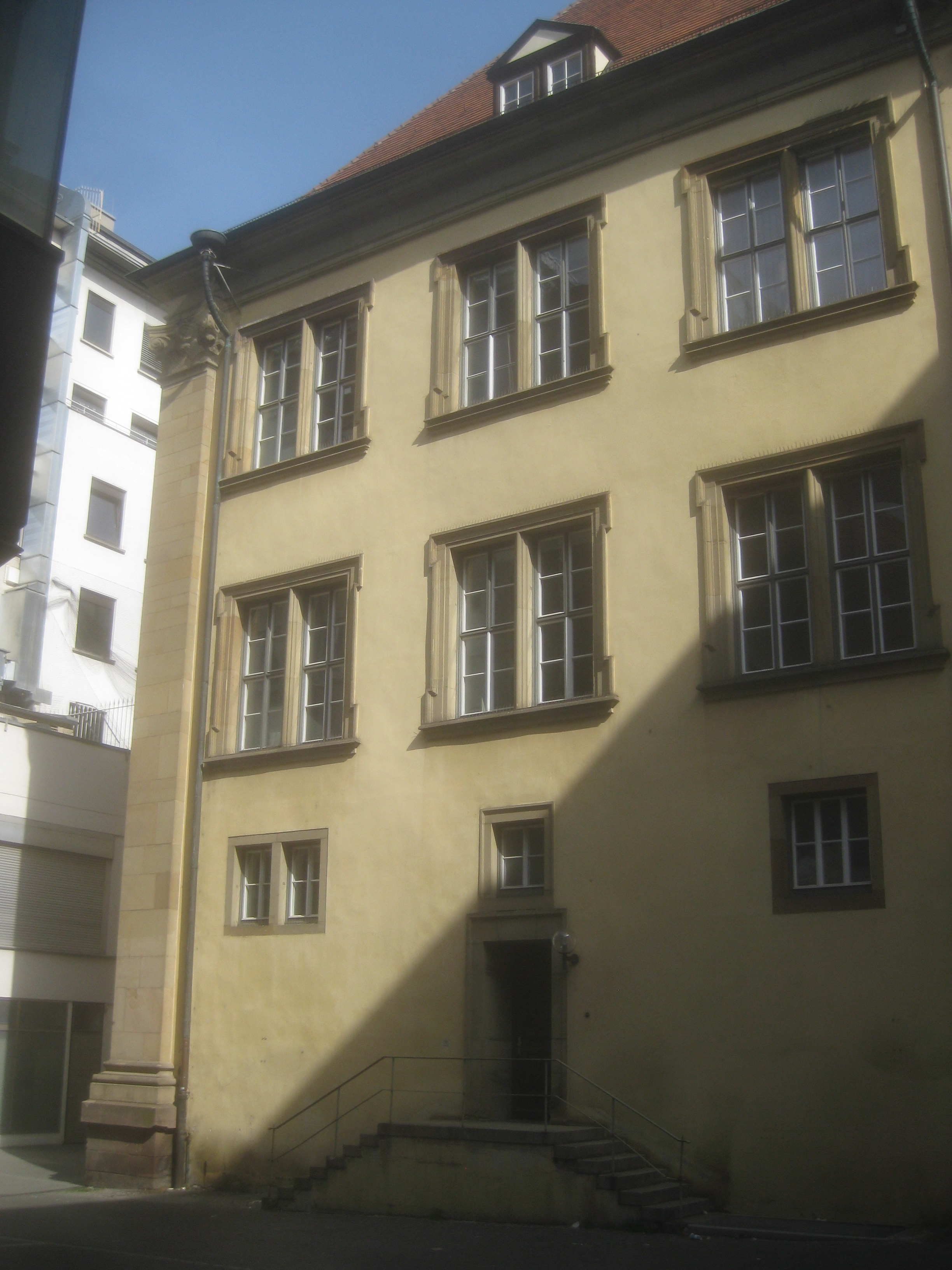
Linke Seitenfront des Prinzenbaus.

Das Hauptgebäude des Prinzenbaus erstreckt sich an Rück- und Vorderseite über 9 Achsen. Der #Anbau zwischen Hauptgebäude und Alter Kanzlei verlängert die Rückfront um vier weitere Achsen, drei Fensterachsen und den Kanzleibogendurchgang. Die Rückseite des Prinzenbaus, die größtenteils durch das Commerzbankgebäude verdeckt wird, ist im Gegensatz zur Schauseite der Vorderfront vergleichsweise schlicht gehalten. Das Gleiche trifft für die beiden Schmalseiten des Gebäudes zu. 
Die Rückfront und die Seitenfronten bestehen aus hellgelb verputztem Ziegelstein, abgesehen von den Pilastern und Fensterumrahmungen, die aus Sandstein bestehen. Die Rückfassade stützt sich auf den Sockel des #Untergeschosses. Sie wird in der Senkrechten über alle drei Stockwerke durch korinthische Kolossalpilaster gegliedert, die auf wuchtigen Quadersockeln ruhen. Die waagerechte Gliederung beschränkt sich auf das Traufgesims und ein durchlaufendes, breites und schmuckloses Gesimsband zwischen Untergeschoss und Erdgeschoss. Die Achsen der drei Geschosse sind mit Fenstern besetzt, die ebenso gestaltet sind wie die Obergeschossfenster der Vorderfront. Dasselbe trifft für die Obergeschosse der linken Seitenfront zu. Eine zweiläufige Treppe führt im Erdgeschoss zu einer Mitteltür, darüber liegen drei kleine Fenster. Zur rechten Seitenfront siehe #Anbau-Rückseite.

### Anbau

#### Vorderseite

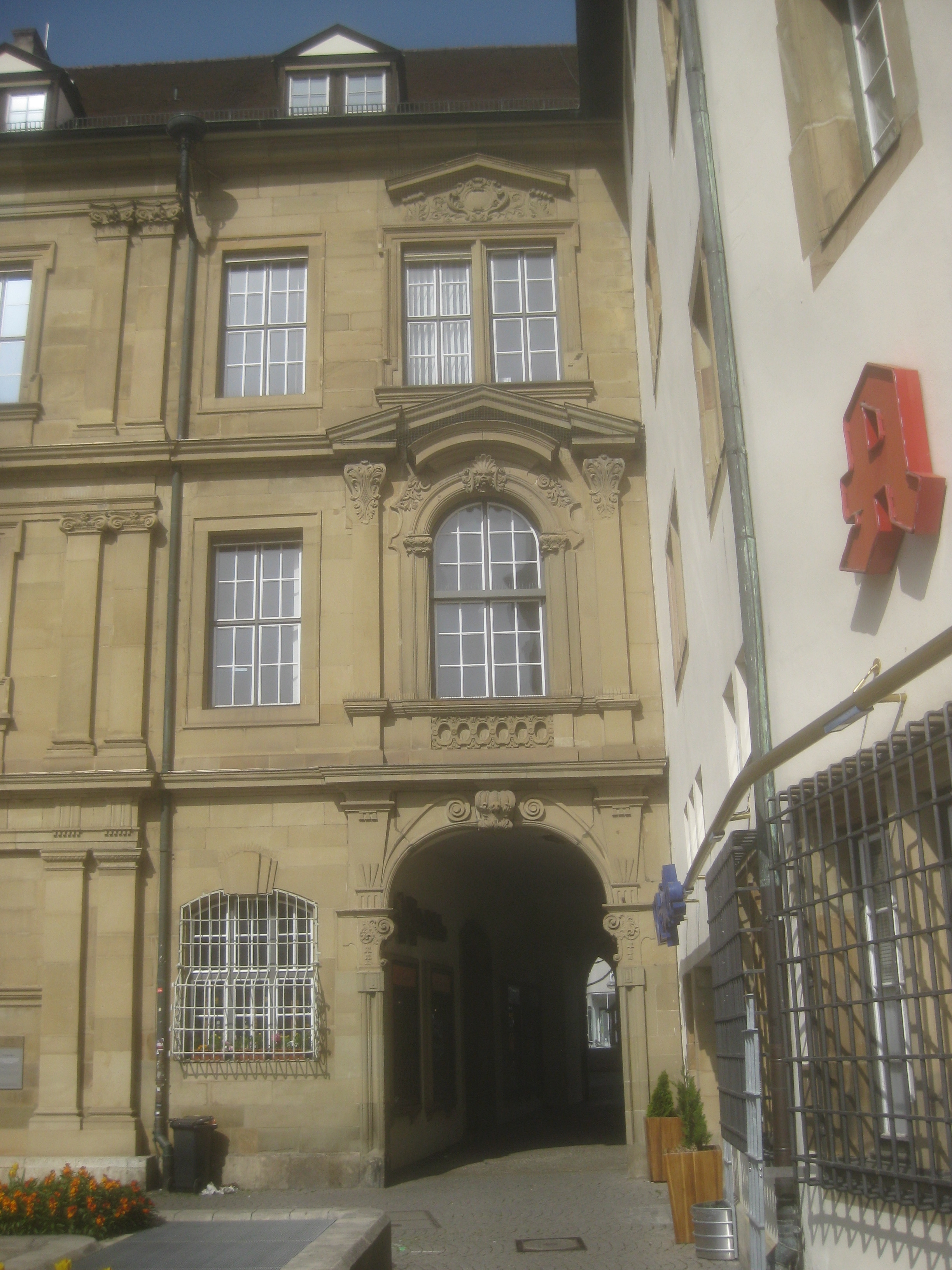
Anbau des Prinzenbaus, Fassade am Schillerplatz.

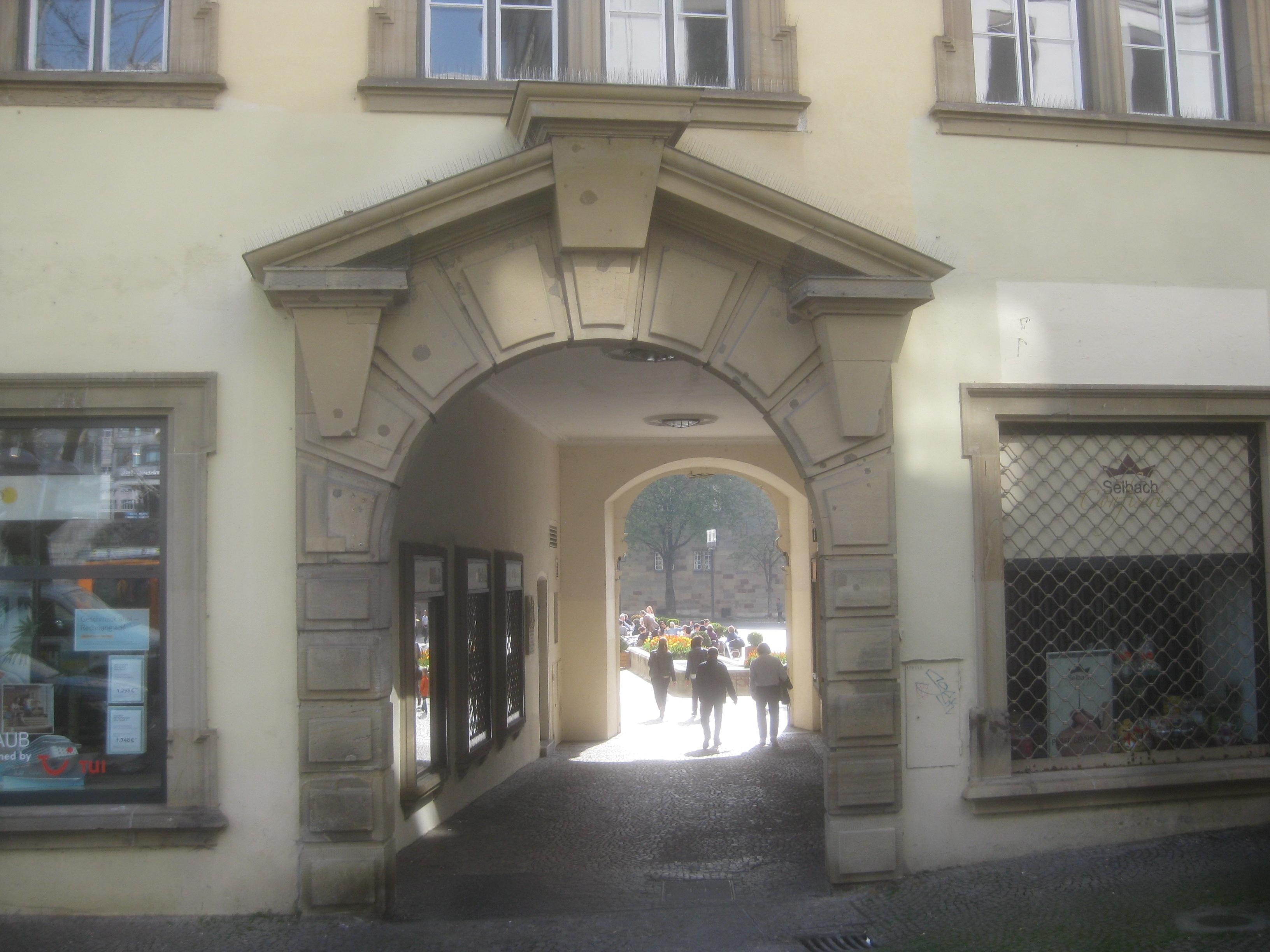
Anbau des Prinzenbaus, Fassade gegenüber der Commerzbank.

Die Grenze zwischen dem 9-achsigen Hauptgebäude und dem 2-achsigen Anbau kennzeichnen die Doppelpilaster am rechten Ende des Hauptgebäudes. Die Gesimse des Hauptbaus werden über den Anbau hin fortgeführt, nicht jedoch die sie begleitenden Friese. Die linke Achse des Anbaus ist ähnlich gestaltet wie die Fensterachsen des Hauptgebäudes. Wegen der geringeren Breite der Achse wurden die zweiteiligen Fenster der Obergeschosse durch einteilige Fenster ersetzt. Auch das Erdgeschossfenster ist schmäler und wird durch einen flachen Segmentbogen mit einem keilsteinförmigen Schlussstein abgeschlossen. 
Die rechte Achse nimmt im Erdgeschoss den Durchgang auf, in den Obergeschossen ein schmales Bogenfenster und ein Doppelfenster. Das Bogenportal des Durchgangs schließt mit einer volutenartig gerollten Agraffe. Die Ornamentierung des Portalrahmens (Spiralen im Bogenfeld, profilierte Pfeiler, Voluten am Bogenansatz) zeugt ebenso wie die Ausstattung der darüberliegenden Fenster von barocker Formauffassung. Das Rundbogenfenster im ersten Stock wird besonders hervorgehoben durch eine verschnörkelte Brüstung, die Verdachung mit Segmentbogen und Giebeldreieck, flankierende Säulchen und eine Schlusssteinmaske. Das Fenster im zweiten Stock entspricht den Obergeschossfenstern des Hauptbaus, wird jedoch von einem Relief mit einer verschnörkelten, floralen Kartusche und einer Dreiecksverdachung überkront.

#### Kanzleibogen
Der Verbindungsgang zwischen Schillerplatz und Planie, der an die Hofapotheke in der Alten Kanzlei grenzt, verläuft diagonal durch den Anbau. In den Räumen links und rechts des Durchgangs sind Läden untergebracht, deren Schaufenster auf den Durchgang hinausgehen. Eine Gedenktafel im Kanzleibogendurchgang erinnert seit 1998 an den württembergischen König Wilhelm II.:
„Im Prinzenbau wurde am 25. Februar 1848 geboren Wilhelm II. König von Württemberg, im Volk geliebt und verehrt.“

#### Rückseite
Zur Commerzbank hin endet der Durchgang in einem Renaissanceportal mit rustizierter Umrahmung, Dreiecksverdachung und einem keilsteinförmigen Schlussstein. Der Anbau beginnt an dieser Seite mit dem letzten Kolossalpilaster des Hauptbaus und setzt sich fort bis zu einem Kolossalpilaster mit dem #Kanzleibogenbrunnen an der Gebäudeecke. Die sich übereck anschließende Schmalseite zur Planie hin wird durch einen weiteren Kolossalpilaster von der Fassade der Alten Kanzlei getrennt. Die rückwärtige Fassade des Anbaus ist in allen drei Geschossen mit Fenstern wie am Hauptgebäude und einer einfachen Tür in der Mitte der Planiefront ausgestattet.

### Untergeschoss
Der große gewölbte Keller und der rückwärtige Sockel des Gebäudes sind die einzigen Überbleibsel, die stilistisch an die Bauzeit in der Renaissance erinnern. Der Keller wurde unter Verzicht auf Säulen nur aus Quadersteinen erbaut. An der Rückfront ragte der Keller ursprünglich weit über den viel tiefer liegenden Großen Graben (später Königstraße) hinaus. Heute stecken die rechteckigen Kellerfenster teilweise im Boden. Die geohrten Fenster trugen eine beschlagwerkartige Werksteinumrahmung, die verlorenging bzw. durch moderne Nachbildungen ersetzt wurde. In einem der Pilastersockel an der Rückfront sind das Baumeisterzeichen von Heinrich Schickhardts Unterbaumeister Hans Braun, dessen Initialen HB und die Jahreszahl 1607 eingemeißelt.
| - Pilastersockel mit den Initialen HB, dem Baumeisterzeichen und der Jahreszahl 1607. | - Kellerfenster mit Ohren und Beschlagwerkrahmen. |

### Kanzleibogenbrunnen

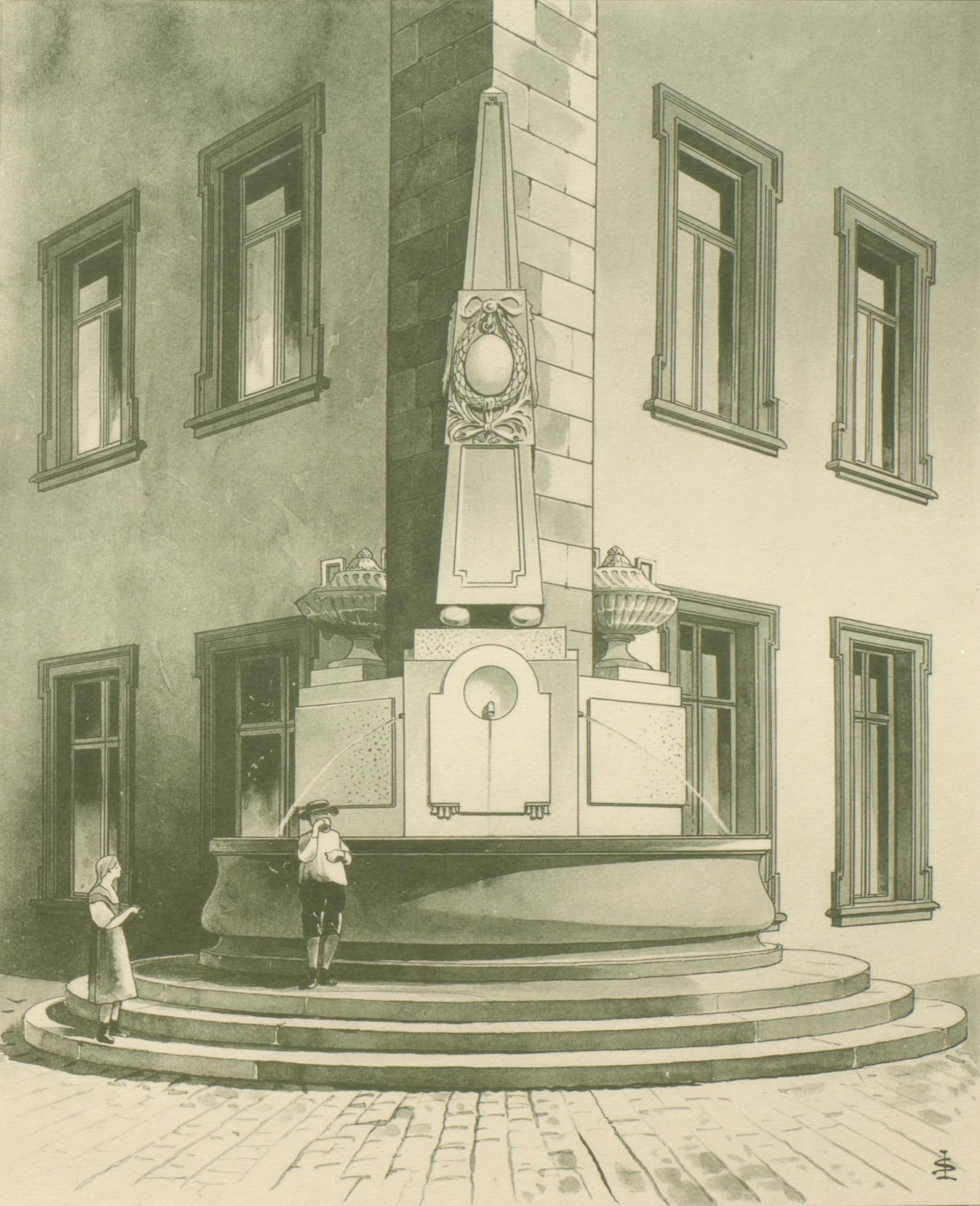
Kanzleibogenbrunnen, Zeichnung von 1906.

Zur Planie hin lehnt sich an den nordöstlichen Eckpilaster des Prinzenbaus ein Wandbrunnen. Er wird nach dem rechts um die Ecke liegenden Kanzleibogen Kanzleibogenbrunnen genannt (früher auch Prinzenbaubrunnen, Obeliskenbrunnen). Die runde Brunnenwanne steht auf einem konzentrischen, dreistufigen Podest. Darüber erhebt sich ein quaderförmiger Brunnenstock mit Einlaufrohren an den drei Seiten. Sie treten aus halbkugelförmigen Vertiefungen heraus und ergießen sich in die darunterliegende Wanne. Der Brunnenstock wird von zwei quaderförmigen Postamenten mit je einer bauchigen Deckelamphore als Halbfigur flankiert. Auf dem Brunnenstock steht auf vier Kugelfüßen ein kleiner Obelisk mit floralen Ornamenten, der an seiner Rückseite mit dem Eckpilaster verbunden ist. 
Der klassizistische Sandsteinbrunnen geht auf einen Entwurf des württembergischen Hofbaumeisters Reinhard Ferdinand Heinrich Fischer von 1778 zurück und wurde vermutlich von dem Steinhauermeister J. B. Stähle 1787 fertiggestellt. Der heutige Obelisk stammt von 1910 und die erneuerten Vasen von 1929.
Die Alte Kanzlei und der Prinzenbau bilden zur Planie hin eine gemeinsame Fassade. Der Kanzleibogenbrunnen erscheint daher als der rechte Eckpunkt der Fassade, und 
die Merkursäule mit dem Kosakenbrünnele als die linke Ecke. 

## Geschichte

### Baugeschichte

#### Mittelportalinschrift
Eine Inschrift über dem Mittelportal des Prinzenbaus skizziert seine Baugeschichte bis zum Jahr 1678:
| Deo optimo maximo – Basilicam hanc Fridericus I. Dux Württembergensis coepit anno MDCV, continuit ad annum MDCVII. Eberhardus III. Dux Württembergensis anteriorem I. contignatam partem addidit anno MDCLXIII. Instat operi Eberhardus Ludovicus Dux Württembergensis Administratore Duce Friderico Carolo anno MDCLXXVII. – Colophonem imponent fata. | Gott dem Allgütigen und Allmächtigen. – Diesen fürstlichen Bau hat Friedrich I. Herzog von Württemberg begonnen im Jahr 1605, fortgeführt bis zum Jahr 1607. Eberhard III. Herzog von Württemberg hat den vorderen Teil des ersten [Fachwerk]stockwerks hinzugefügt im Jahr 1663. Weiter betreibt Eberhard Ludwig Herzog von Württemberg unter dem Administrator Friedrich Karl das Werk im Jahr 1677. – Seine Krönung liegt im Schoße der Zukunft. |

#### Baubeginn
Im Zuge des repräsentativen Ausbaus der Residenzstadt Stuttgart durch Herzog Friedrich I. von Württemberg sollte vor dem Alten Schloss zwischen der Alten Kanzlei, dem Tunzhofer Tor und der Stiftskirche ein neuer Platz geschaffen werden. 1596 beauftragte der Herzog seinen Baumeister Heinrich Schickhardt, die bürgerlichen Häuser an dem geplanten Platz aufzukaufen und abzubrechen. 1600 erhielt Schickhardt den Auftrag, an der Stelle des heutigen Prinzenbaus ein Gesandtenhaus zu errichten. Die Bauarbeiten begannen 1605, mussten aber nach dem überraschenden Tod des Herzogs 1608 eingestellt werden. Vollendet waren bis dahin der große Gewölbekeller und der rückwärtige Sockel des Gebäudes.
| - Merian-Stadtplan Stuttgart, 1634 → Bildkommentar. | - Prinzenbau, Tunzhofer Tor und Alte Kanzlei, Rekonstruktion des Zustandes 1683 (1951 veröffentlicht) | - Prinzenbau, Tunzhofer Tor und Alte Kanzlei, 1691. |

#### Bauchronik
In den folgenden Jahren wurde das Gebäude ausgebaut und als „Komisshaus“ benutzt, „d. h. wohl zur Aufbewahrung von Lieferungen für die Herrschaft, insbesondere Militärbedarf“. Als Matthäus Merian 1634 in Stuttgart weilte, nahm er eine Vogelschauansicht von Stuttgart auf, die er 1643 als Kupfertafel veröffentlichte. Den Prinzenbau stellte er als langgezogenes 2-stöckiges Satteldachgebäude mit 9 Achsen dar. Die Mittelachse bildete ein 3-stöckiges Zwerchhaus. Das Gebäude endete bei der Alten Kanzlei mit dem Tunzhofer Tor, über dem sich ein 3-stöckiger Turm mit Pyramidendach erhob. Die Fassade zum heutigen Schillerplatz wurde durch zweiteilige Fenster und im Erdgeschoss zusätzlich durch mehrere Türen und Tore gegliedert. Hinter dem Bau sind das Sicksche Haus und der Große Graben zu erkennen. 
Unter Herzog Eberhard III. von Württemberg wurde laut Inschrift 1663 der vordere Teil des ersten Fachwerkstockwerks hinzugefügt. Ebenfalls laut Inschrift wurden die Bauarbeiten 1678 weitergeführt. Auf einer 1951 veröffentlichten Abbildung, die den Zustand des Jahres 1683 zu rekonstruieren versucht (siehe oben), ist das zweite Obergeschoss noch in Fachwerk gehalten, und der Bau schließt zum Tunzhofer Tor hin mit einem 5-stöckigen Fachwerkzwerchhaus ab. 1682 wurde auch an der Rückfassade der beiden unteren Stockwerke gearbeitet. In den Folgejahren wurde das Fachwerk des zweiten Obergeschosses durch Steinmauerwerk ersetzt und das Zwerchhaus entfernt und baulich angepasst, wie ein Kupferstich von 1691 zeigt (siehe Abbildung oben). In der Folgezeit wurde die Vorderfront von dem Architekten Matthias Weiß (1636–1707) in der heutigen Form gestaltet.
Nach dem Abbruch des Tunzhofer Tors 1706 wurde bis 1715 der #Anbau zur Alten Kanzlei mit dem Kanzleibogen gebaut, vermutlich von den Architekten Philipp Joseph Jenisch und Johann Friedrich Nette. Der Innenausbau dauerte bis 1722.

#### Nachgeschichte
Im Rahmen der Fassadenrenovierung 1839/1840 wurden die schadhaften Verdachungen der Obergeschossfenster entfernt. Lediglich die Verdachung der Balkontüren in der Mittelachse blieb erhalten. 1893 ließ Prinzessin Katharina von Württemberg, die Gemahlin des Herzogs Friedrich von Württemberg und Mutter von König Wilhelm II., im ersten Obergeschoss ein Pflanzenzimmer an die Rückfront rechts vom Kanzleibogen anbauen.
Im Zweiten Weltkrieg wurde der Prinzenbau 1944 bis auf die Außenmauern zerstört. Von 1947 bis 1951 wurde der Prinzenbau unter Paul Schmitthenner in seinem äußeren Erscheinungsbild unverändert wieder aufgebaut, lediglich das Pflanzenzimmer wurde nicht wiederhergestellt. Im Inneren wurde der Bau den Anforderungen an einen modernen Verwaltungsbau angepasst und dient seit 1952 bis heute als Sitz des baden-württembergischen Justizministeriums.
| - Prinzenbau und Alte Kanzlei, um 1710. | - Prinzenbau zwischen Fruchtkasten und Alter Kanzlei, 1889. - Prinzenbau-Rückfront mit Pflanzenzimmeranbau, rechts: Sicksches Haus, zwischen 1893 und 1922. |

### Gebäudenutzung
„Das Bedürfnis, vornehmen Gästen und besonders den Gesandten fremder Fürsten gegenüber zu repräsentieren“ veranlasste den ersten Bauherren Herzog Friedrich I. von Württemberg zur Planung des Gesandtenhauses, das später Prinzenbau genannt wurde. Nach der vorläufigen Fertigstellung des Gebäudes um 1690 war „zunächst nur vom »Gesandtenhaus« die Rede“. In den beiden ersten Jahrzehnten des 18. Jahrhunderts sollte der Prinzenbau jedoch Verwandten und einer Favoritin von Eberhard Ludwig als Wohnstatt dienen, wobei jedoch fraglich ist, ob diese den Prinzenbau je bezogen haben:
- Witwensitz von Herzogin Magdalena Sibylla von Hessen-Darmstadt, Mutter des Herzogs.
- Wohnsitz des Erbprinzen Friedrich Ludwig, Sohn des Herzogs.
- Wohnsitz der Landhofmeisterin Wilhelmine von Grävenitz, Geliebte des Herzogs.

Offenbar hat der Prinzenbau immer wieder „als Palais für hohe Gäste und Verwandte gedient“. Außerdem diente das Gebäude bis zum Ende des 18. Jahrhunderts als Registratur und nahm zeitweise Teile der herzoglichen Kunstkammer auf. Ab 1805 bis zur Revolution nach dem Ersten Weltkrieg 1918 wohnten im Prinzenbau wieder Mitglieder des württembergischen Herrscherhauses:
- 1805 wurde ein Teil der Registratur ausgelagert bzw. vernichtet und der Bau als Wohnsitz für Prinz Paul hergerichtet, einen Sohn des Kurfürsten und späteren Königs Friedrich. Prinz Paul benutzte jedoch diesen Wohnsitz fast nie.
- Ab 1817 bis zu seinem Tod 1830 bewohnte Herzog Wilhelm von Württemberg, ein Bruder Friedrichs, den Prinzenbau.
- Danach residierte Prinz Friedrich von Württemberg, ein Sohn von Prinz Paul, im Prinzenbau.
- 1848 wurde hier Friedrichs Sohn Prinz Wilhelm geboren, der spätere König Wilhelm II., der bis zum Beginn seines Studiums 1865 bei seinen Eltern im Prinzenbau aufwuchs und dann nach Tübingen zog. Nach Prinz Friedrichs Tod 1870 diente der Prinzenbau seiner Frau, Prinzessin Katharina, bis zu ihrem Tod 1898 als Witwensitz.
- Ab 1900 bis zur Revolution nach dem Ersten Weltkrieg 1918 wohnte Herzog Robert von Württemberg im Prinzenbau, ab 1906 bis zu seinem Tod 1917 auch Herzog Philipp von Württemberg. Herzog Philipp war ein begeisterter Fotograf, der auch viele Innenraumfotos des Prinzenbaus aufgenommen hat.[29]

| - Innenraumfotos des Prinzenbaus von Herzog Philipp, 1901/1902 |

1919 vermietete die Stadt Stuttgart den Prinzenbau an das württembergische Arbeitsministerium, später auch an weitere Behörden. Der Keller wurde an Geschäftsleute vermietet, und im Kanzleibogen wurden Läden eingerichtet. 1927 bis 1935 war der Prinzenbau Sitz des württembergischen Justizministeriums, danach, bis zur Zerstörung 1944, waren der Oberlandesgerichtspräsident und der Generalstaatsanwalt im Prinzenbau untergebracht. Nach dem Wiederaufbau des kriegszerstörten Gebäudes bezog 1952 das baden-württembergische Justizministerium das Gebäude, in dem es seitdem residiert.

## Rezeption
Der württembergische Landeskundler Johann Daniel Georg von Memminger bemerkte 1817:
Der Prinzenbau „ist eines der schönsten und solidesten Gebäude in der Stadt, an dem man Nichts bedauert, als daß nicht auch seine, von vorzüglichem Geschmack zeugende Hinterseite mehr im Gesicht ist.“
Auch Karl Büchele beklagte in seinem Stuttgart-Fremdenführer von 1858 diesen Mangel, der bis heute anhält:
Das Gebäude „wurde 1840 renovirt und bleibt hiebei nur zu bedauern, daß seine Rückseite, die von nicht minderem Geschmack als die Vorderseite zeugt, durch die Häuser der Königstrasse theilweise verdeckt ist“.
Der Architekt Christian Friedrich von Leins, dem Stuttgart und Württemberg zahlreiche herausragende Bauten verdanken, berücksichtigte 1889 in seinem Buch „Die Hoflager und Landsitze des württembergischen Regentenhauses“ auch den Prinzenbau, „ein stattlicher obwohl einfacher Bau“:
„Die andere nach der Königstraße gekehrte Seite dieses Baues hat eine völlig verschiedene Organisation; breite Pilaster, die von unten auf bis zum Dachgesimse reichen, mit Knäufen von derber, der jonischen ähnlicher Form teilen die Fassade ohne Quergurten und geben eine trockene Gesamtwirkung; es steht diese Seite an architektonischem Werte namhaft gegen“ die Vorderseite zurück.
Der württembergische Kunsthistoriker Eduard von Paulus urteilte 1889:
„Das ganze dreigeschossige Gebäude mit seinen Pilastern in den drei Ordnungen und wohlumrahmten Ohrenfenstern ist italischer Baukunst ebenbürtig. … Die Rückseite des Gebäudes wird in großartiger Weise durch breite, durch alle drei Stockwerke hinauflaufende Pilaster mit jonisch-korinthischen Kapitälen gegliedert.“
Der württembergische Kunsthistoriker Werner Fleischhauer urteilte 1981:
„Das massige hohe Giebeldach gibt dem breit gelagerten Bau eine stattliche Mächtigkeit. Die etwas schematische Fassadengliederung und die trockenen Einzelheiten sind noch unberührt von jedem barocken Empfinden. … Anders als die Schloßplatzseite hat nun aber die Rückfront mit ihren korinthischen Kolossalpilastern auf hohen Sockeln bei aller Einfachheit eine barocke Monumentalität und Wucht, in der sie sich sehr vornehm aus der bürgerlichen Umgebung heraushebt.“
Der Stuttgarter Historiker Harald Schukraft wies 2008 auf das „Mauerblümchendasein“ des Prinzenbaus hin:
„Der Prinzenbau am Schillerplatz gehört ohne Zweifel zu den das Stuttgarter Stadtbild prägenden Gebäuden. Dennoch nimmt das markante Palais nur einen vergleichsweise geringen Stellenwert im öffentlichen Bewusstsein ein. Schon 1922 schrieb Max Reihlen: ‚An jenem stillen Haus am Schillerplatz pflegt der Einheimische mehr oder weniger achtlos vorbeizugehen und auch für den noch nicht abgestumpften Blick des Fremden ist der ruhig vornehme Bau meist nur der nicht störende Hintergrund des Schillerdenkmals.’ Diese Einschätzung der Wirkung des Prinzenbaus auf die Passanten dürfte auch heute noch weitgehend der Wirklichkeit entsprechen. Dies kommt wohl vor allem daher, dass in seinen Mauern keine für die Allgemeinheit zugängliche Einrichtung – zum Beispiel ein Museum –, sondern das Justizministerium von Baden-Württemberg untergebracht ist.“

### Allgemein
- Michael Goer: Prinzenbau Stuttgart. Lindenberg 2008.
- Hans Klaiber: Der fürstlich württembergische Baumeister Matthias Weiß. In: Württembergische Vierteljahreshefte für Landesgeschichte Neue Folge 34.1928, Seite 100–117, Prinzenbau: 111-116.
- Christian Friedrich von Leins: Die Hoflager und Landsitze des württembergischen Regentenhauses. Festschrift zur Feier des 25jährigen Regierungs-Jubiläums seiner Majestät des Königs Karl von Württemberg, Stuttgart [ca. 1889], Seite 33–34.
- Hermann Lenz; Günter Beysiegel (Herausgeber): Stuttgart. aus 12 Jahren Stuttgarter Leben. Stuttgart : Belser, 1983, Seite 426–429.
- Der Prinzenbau. In: Neues Tagblatt Nummer 102 vom 3. Mai 1900, Seite 2, Nummer 107 vom 9. Mai 1900, Seite 1, Nummer 278 vom 27. November 1900, Seite 1.
- Bertold Pfeiffer: Der Prinzenbau in Stuttgart. In: Besondere Beilage des Staats-Anzeigers für Württemberg Nummer 8 & 9 vom 19. Juli 1905, Seite 123–127.
- Bertold Pfeiffer: Nochmals der Prinzenbau in Stuttgart. In: Besondere Beilage des Staats-Anzeigers für Württemberg Nummer 18 & 19 vom 14. November 1905, Seite 303–304.
- Gustav Wais: Alt-Stuttgarts Bauten im Bild. 640 Bilder, darunter 2 farbige, mit stadtgeschichtlichen, baugeschichtlichen und kunstgeschichtlichen Erläuterungen. Stuttgart 1951, Nachdruck Frankfurt am Main 1977, Nummer 177, 315-318, 358, 423, 425.
- Gustav Wais: Alt-Stuttgart : die ältesten Bauten, Ansichten und Stadtpläne bis 1800. Mit stadtgeschichtlichen, baugeschichtlichen und kunstgeschichtlichen Erläuterungen. Stuttgart 1954, Seite 112–113, 21, 92.
- Gustav Wais: Stuttgart im neunzehnten Jahrhundert. 150 Bilder mit stadtgeschichtlichen, baugeschichtlichen und kunstgeschichtlichen Erläuterungen. Stuttgart 1955, Nummer 12, 59, 63, 69.
- Martin Wörner; Gilbert Lupfer; Ute Schulz: Architekturführer Stuttgart. Berlin 2006, Nummer 91.

### Sonstiges
- Hans Böhm (Herausgeber); Ute Schmidt-Contag (Illustration): Brunnen in Stuttgart. Stuttgart 2004, Seite 13 (Kanzleibogenbrunnen).
- Karl Büchele: Stuttgart und seine Umgebungen für Einheimische und Fremde. Stuttgart 1858, Seite 59–60, online.
- Hartmut Ellrich: Das historische Stuttgart. Bilder erzählen. Petersberg 2009, Seite 37–38.
- Ilse Feller; Eberhard Fritz; Joachim W. Siener: Württemberg zur Königszeit : die Fotografien des Herzogs Philipp von Württemberg (1838 - 1917). Stuttgart 1990, Seite 68, 78-82.
- Werner Fleischhauer: Barock im Herzogtum Württemberg. Stuttgart 1981, Seite 27–28, 51–52, 75–76, 168–169, 238–239, Abbildung 12–16.
- Jürgen Hagel: Stuttgart-Archiv, 8 Lieferungen. [Braunschweig] 1989–1996, Nummer 01047, 01050, 02017.
- Helmut Holoch (Herausgeber): Stuttgart im Wandel der letzten 80 Jahre. Stuttgart 1987, Seite 28–33.
- Johann Daniel Georg von Memminger: Stuttgart und Ludwigsburg mit ihren Umgebungen. Mit einer Charte, einem Plan und einem Grundrisse. Stuttgart 1817, online, Seite 269–270.
- Wolfgang Müller: Stuttgart in alten Ansichten. Zaltbommel 1979, Nummer 13.
- Eduard von Paulus: Die Kunst- und Altertums-Denkmale im Königreich Württemberg, Band: Inventare [Neckarkreis]. Stuttgart 1889, Seite 34–36.
- Eduard von Paulus: Die Kunst- und Altertums-Denkmale im Königreich Württemberg, [Tafelband]. Stuttgart 1893, Tafel 15.
- Inge Petzold (Text); Christel Danzer (Fotos): Wasser zu Nutz und Zier. Stuttgarter Brunnen und Wasserspiele. Motive, Gestaltung, Geschichte, Geschicke. Stuttgart 1989, Seite 28–29 (Kanzleibogenbrunnen).
- Karl Pfaff: Geschichte der Stadt Stuttgart nach Archival-Urkunden und andern bewährten Quellen, Band 2: Geschichte der Stadt vom Jahre 1651 bis zum Jahre 1845. Stuttgart 1846, Seite 67–68, online.
- Max Reihlen: Der Prinzenbau in Stuttgart im Wandel der Zeiten. In: Schwäbische Kronik des Schwäbischen Merkur zweite Abteilung, Abendblatt Nummer 201 vom 2. Mai 1922, Seite 5, Abendblatt Nummer 203, 3. Mai 1922, Seite 5.
- Harald Schukraft: Stuttgarter Straßen-Geschichte(n). Stuttgart 1986, Seite 8–14.
- Harald Schukraft (Text); Rose Hajdu (Fotos): Die Gruft der Herzöge von Württemberg in der Stuttgarter Stiftskirche. [Faltblatt]. Stuttgart 2008, online.
- Landeshauptstadt Stuttgart, Amt für Stadtplanung und Stadterneuerung, Untere Denkmalschutzbehörde (Herausgeber): Liste der Kulturdenkmale. Unbewegliche Bau- und Kunstdenkmale, Stuttgart 2008, online.
- Gustav Wais: Die Stuttgarter Stiftskirche. Mit einer Baugeschichte von Adolf Diehl. Stuttgart 1952.
- Eva Walter; Thomas Pfündel: Die Stuttgarter Strassennamen. Stuttgart 1992.